# Roberto Goretti
Roberto Goretti (Perugia, 28 maggio 1976) è un dirigente sportivo ed ex calciatore italiano, di ruolo centrocampista, direttore tecnico della Fiorentina.

## Carriera

### Giocatore

#### Club
Cresce nelle giovanili della squadra della sua città, il Perugia, con cui esordisce in Serie A l'8 settembre 1996 in Perugia-Sampdoria (1-0). Dopo due stagioni con la maglia dei grifoni, la prima in Serie B e la seconda nella massima serie, passa al Napoli. Qui gioca un'annata da titolare in A, l'ultima con un buon numero di gare (26 al termine del campionato). Seguono cinque stagioni tra Napoli, Bologna, ancora Perugia in prestito e poi nuovamente Bologna, in cui non riesce a scendere in campo con continuità. Deve aspettare il 2003-2004 per tornare a giocare assiduamente, con le maglie di Reggiana in Serie C1 e Ancona in Serie A.
L'annata successiva approda al Bari, in serie cadetta, dove rimane per due stagioni giocando da titolare nel centrocampo dei galletti. Passa poi nel 2006 all'Arezzo, sempre in B, ma retrocede al termine del torneo in C1. Alla conclusione del campionato 2007-2008 rimane svincolato. Nel settembre del 2008 viene ingaggiato con un contratto annuale dal Como, in Seconda Divisione. Nel 2009 veste la maglia del Foggia, mentre nel 2010 ritorna a Como.
Ritrovatosi di nuovo svincolato, e dopo una lunga carriera trascorsa in giro per l'Italia, nell'estate del 2010 Goretti sceglie di fare ritorno al Perugia, scivolato nel frattempo nei dilettanti, dove all'ultima sua annata da calciatore contribuisce alla vittoria del campionato e al conseguente ritorno del club tra i professionisti, nonché al trionfo nella Coppa Italia di Serie D. A fine stagione decide quindi di lasciare il calcio giocato, per mancanza di ulteriori stimoli, all'età di trentacinque anni.
Ha totalizzato complessivamente 78 presenze e 3 reti in Serie A, e 121 presenze e 6 reti in Serie B.

#### Nazionale
Conta 9 presenze e 2 gol nella Nazionale Under-21 del biennio 1995-1997, agli ordini del commissario tecnico Marco Tardelli. È tra i convocati della Nazionale Under-23 vittoriosa ai XIII Giochi del Mediterraneo di Bari del 1997, senza però aver disputato nessuna gara del torneo calcistico.

### Dirigente
Nel marzo del 2012 intraprende la carriera dirigenziale con la nomina a responsabile del settore giovanile del Perugia; l'anno successivo assume la carica di direttore sportivo del club umbro, divenendo poi dal 2015 responsabile dell'area tecnica dei grifoni. Sotto il suo mandato, il Perugia ottiene le vittorie del campionato di Prima Divisione 2013-2014 e della Supercoppa di Prima Divisione 2014, e il raggiungimento di quattro play-off nei successivi campionati di Serie B. Mantiene l'incarico fino all'agosto 2020, quando il repulisti societario a seguito della retrocessione in Serie C sfocia nella risoluzione consensuale del rapporto fra il dirigente e il club biancorosso.
Il 20 luglio 2021 diventa il direttore sportivo del Cosenza, dove rimane fino al 7 giugno 2022 quando, dopo solo una stagione, si separa dalla società calabrese.
Pochi giorni dopo passa ad assumere lo stesso ruolo nei quadri della Reggiana, tornando così a Reggio Emilia a diciotto anni dai suoi trascorsi agonistici. Nella stagione 2022-2023 contribuisce a costruire la rosa che, a fine campionato, ottiene la promozione in Serie B. Il 22 maggio 2024, dopo avere contribuito al raggiungimento della salvezza del club, rescinde il proprio contratto coi granata.
Il 26 giugno 2024 viene nominato direttore tecnico della Fiorentina.

## Palmarès

### Club

#### Competizioni interregionali
- Campionato italiano Serie D: 1

Perugia: 2010-2011 (girone E)

#### Competizioni nazionali
- Coppa Italia Serie D: 1

Perugia: 2010-2011

### Nazionale
- Giochi del Mediterraneo: 1

Bari 1997